# Rumore (immagine)

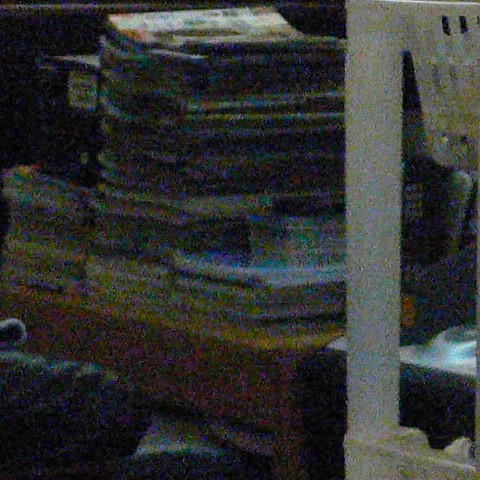
Rumore chiaramente visibile in un'immagine scattata da una macchina fotografica digitale

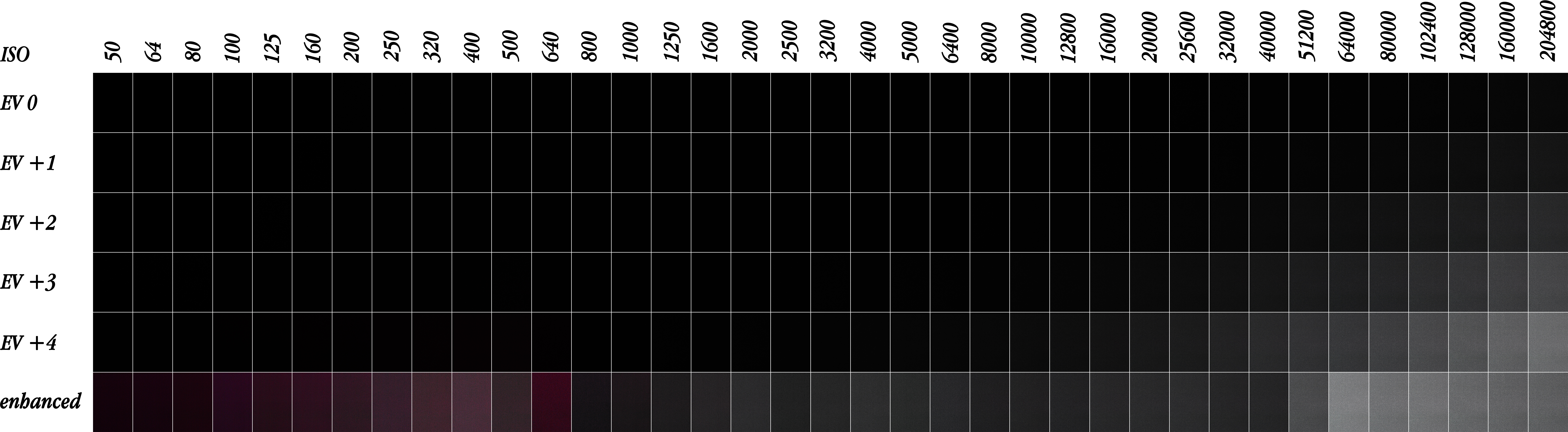
ISO 50-204800 (Sony Alpha 9 II)

Il rumore dell'immagine è una variazione casuale (non presente nell'oggetto fotografato) della luminosità o delle informazioni sul colore in immagini, e di solito è un aspetto del rumore dell'elettronica. Può essere prodotto dal sensore e dai vari circuiti di uno scanner o una fotocamera digitale. Il rumore dell'immagine può provenire anche dalla grana della pellicola e nell'inevitabile rumore dello scatto di un ideale rivelatore di fotoni. Il rumore dell'immagine è un indesiderato sottoprodotto dell'acquisizione di immagini che aggiunge informazioni scorrette ed estranee.
Il significato originale di "rumore" era e rimane "segnale non desiderato"; le fluttuazioni elettriche indesiderate in segnali ricevuti dalla radio AM causavano rumore acustico udibile ("statico"). Per analogia le indesiderate fluttuazioni elettriche sono state esse stesse riconosciute come "rumore". Il rumore delle immagini è, naturalmente, impercettibile nella maggior parte dei casi (vedi invece la figura per un raro caso di rumore chiaramente visibile).
La grandezza del rumore dell'immagine può variare da macchie quasi impercettibili su una fotografia digitale scattata in buona luce, a immagini ottiche o radioastronomiche che sono quasi interamente rumore, da cui una piccola quantità di informazioni può essere ricavata mediante un'elaborazione sofisticata (un livello di rumore che sarebbe del tutto inaccettabile in una fotografia in quanto sarebbe anche impossibile determinare quale era il soggetto).

## Tipologie

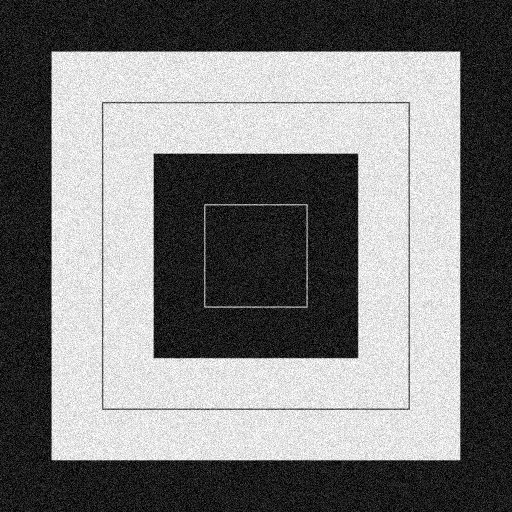
Rumore gaussiano 
Le principali fonti di rumore gaussiano nelle immagini digitali sorgono durante l'acquisizione, ad esempio il rumore del sensore causato da scarsa illuminazione e/o alta temperatura, e/o la trasmissione, ad esempio il rumore del circuito elettronico.
Le tecniche convenzionali di filtraggio spaziale per la rimozione del rumore includono filtro mediano e la sfocatura gaussiana.

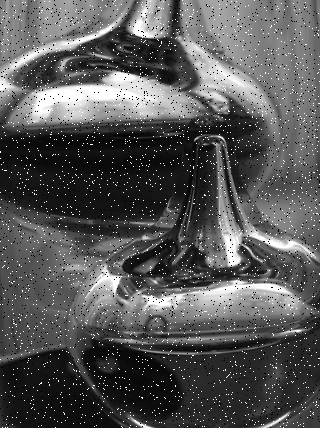
 Rumore sale e pepe 
È anche conosciuto come rumore impulsivo. Questo rumore può essere causato da disturbi acuti e improvvisi nel segnale dell'immagine. Si presenta come pixel bianchi e neri rari.
Un metodo efficace di riduzione del rumore per questo tipo di rumore è un filtro mediano o un filtro morfologico.

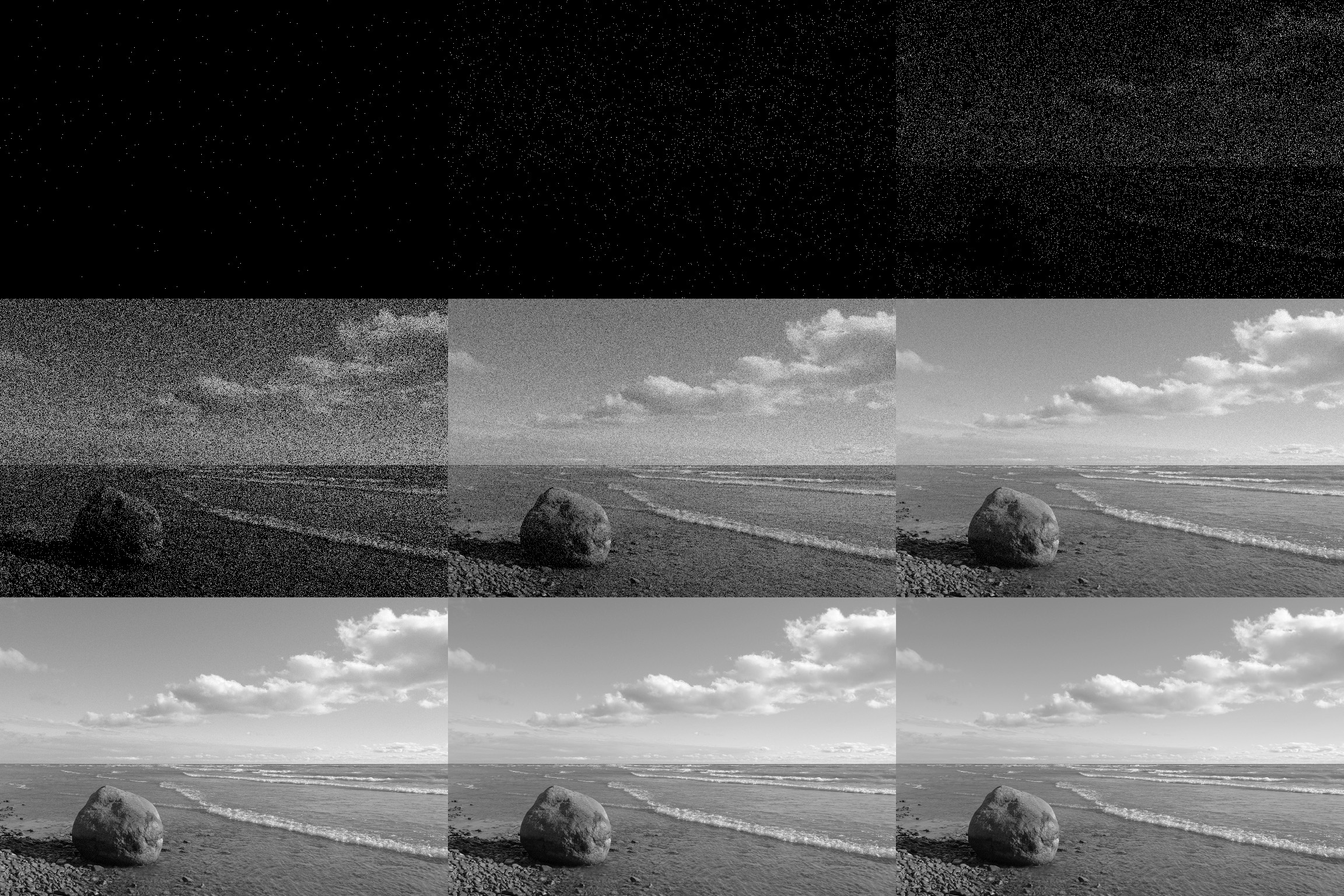
 Rumore shot 
Il rumore dominante nelle parti più luminose di un'immagine da un sensore di immagine è tipicamente quello causato da fluttuazioni quantistiche statistiche, cioè variazione nel numero di fotoni rilevati a un dato livello di esposizione. Questo rumore è noto come rumore shot. È un tipo di rumore che viene rappresentato come un Processo di Poisson.
 Rumore di quantizzazione (rumore uniforme) 

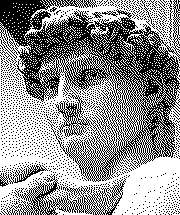
Esempio di dithering

Il rumore causato dalla quantizzazione dei pixel di un'immagine rilevata a un numero di livelli discreti è noto come rumore di quantizzazione. Ha una distribuzione approssimativamente uniforme.  Sebbene possa dipendere dal segnale, sarà indipendente da esso se altre sorgenti di rumore sono abbastanza grandi da causare il dithering o se esso viene applicato esplicitamente.
 Grana della pellicola 

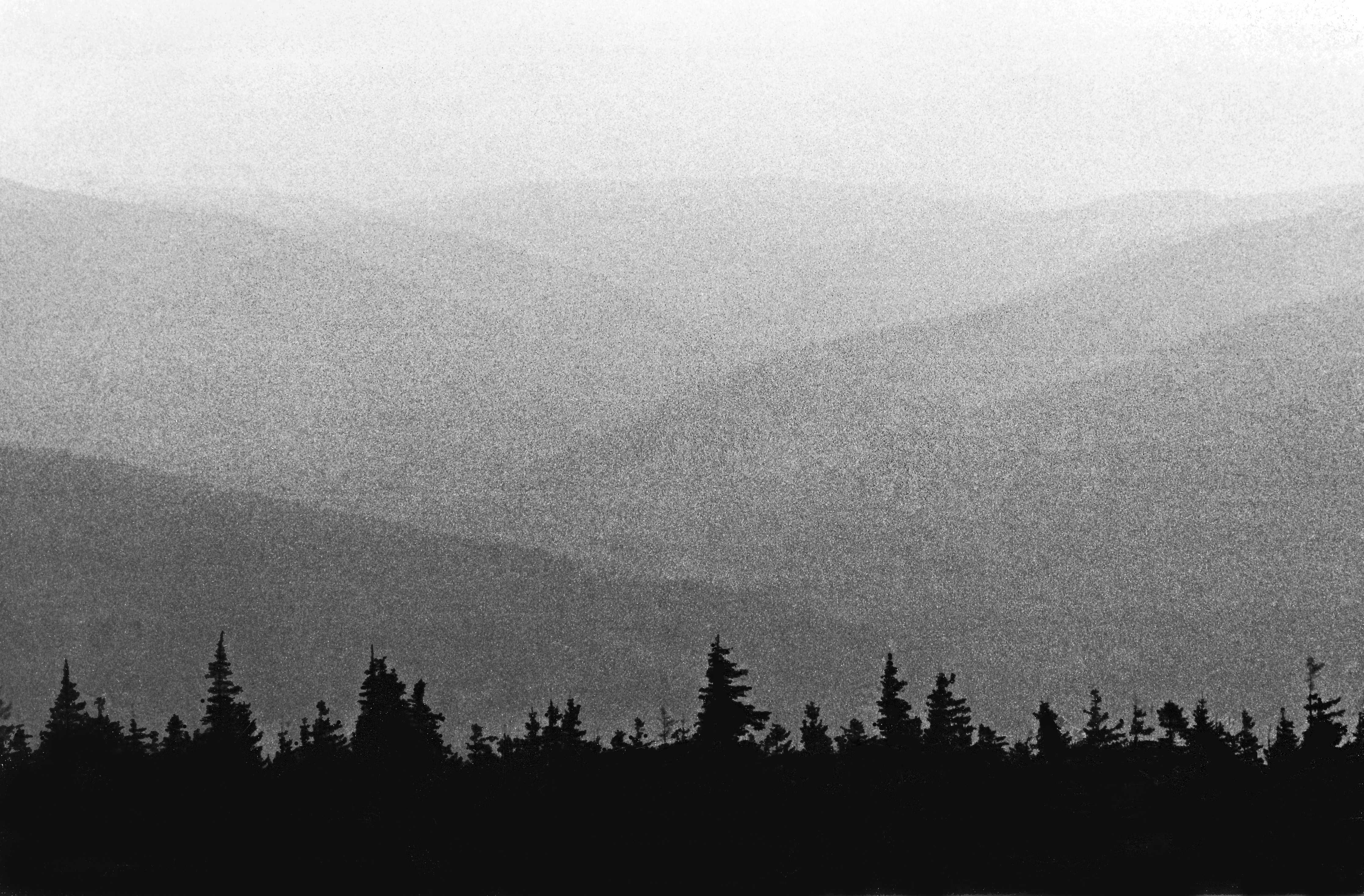
Esempio di grana della pellicola

La grana o la granularità della pellicola la grana ottica casuale della pellicola fotografica dovuta alla presenza di piccole particelle di argento metallico, o nuvole di colorante, sviluppate da alogenuri d'argento che hanno ricevuto abbastanza fotoni. È un rumore dipendente dal segnale, con una distribuzione statistica simile al rumore shot. Di norma la grana non è voluta e si cerca di evitarla, ma a volte si trasforma in un mezzo di espressione creativa.
 Rumore anisotropico 

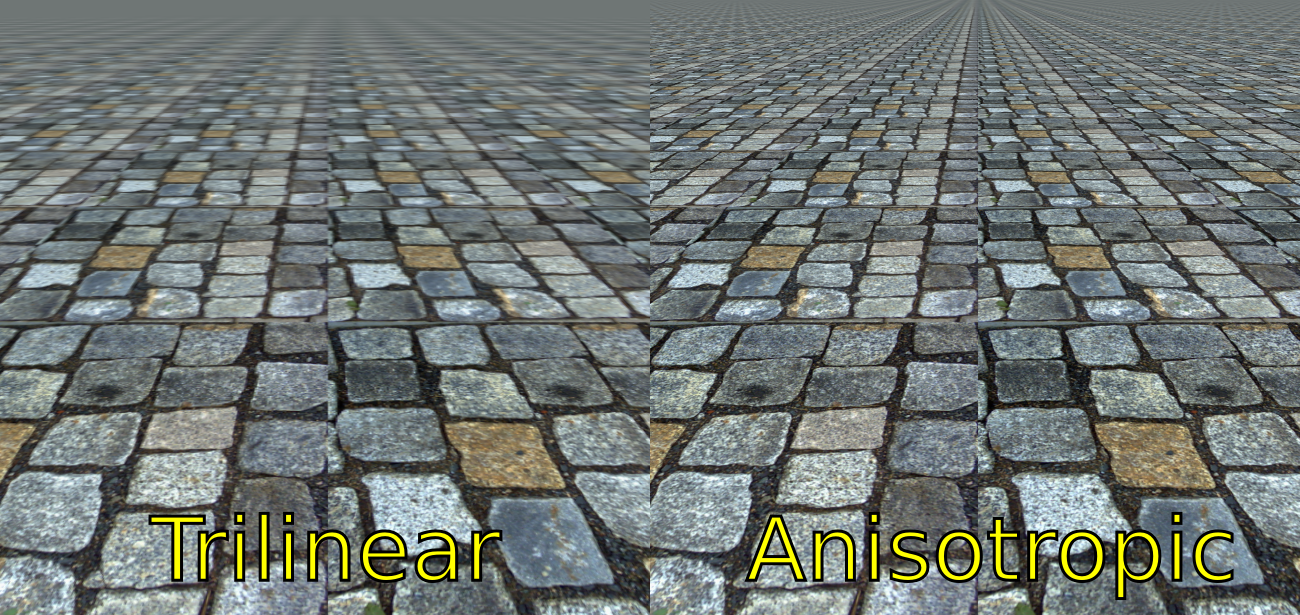
Trama con MiIP mapping trilineare (a sinistra) e filtro anisotropico della trama (a destra).

Alcune sorgenti di rumore vengono visualizzate con un orientamento significativo nelle immagini. Ad esempio, i sensori di immagine sono talvolta soggetti a rumore di riga o di colonna.
 Rumore periodico 

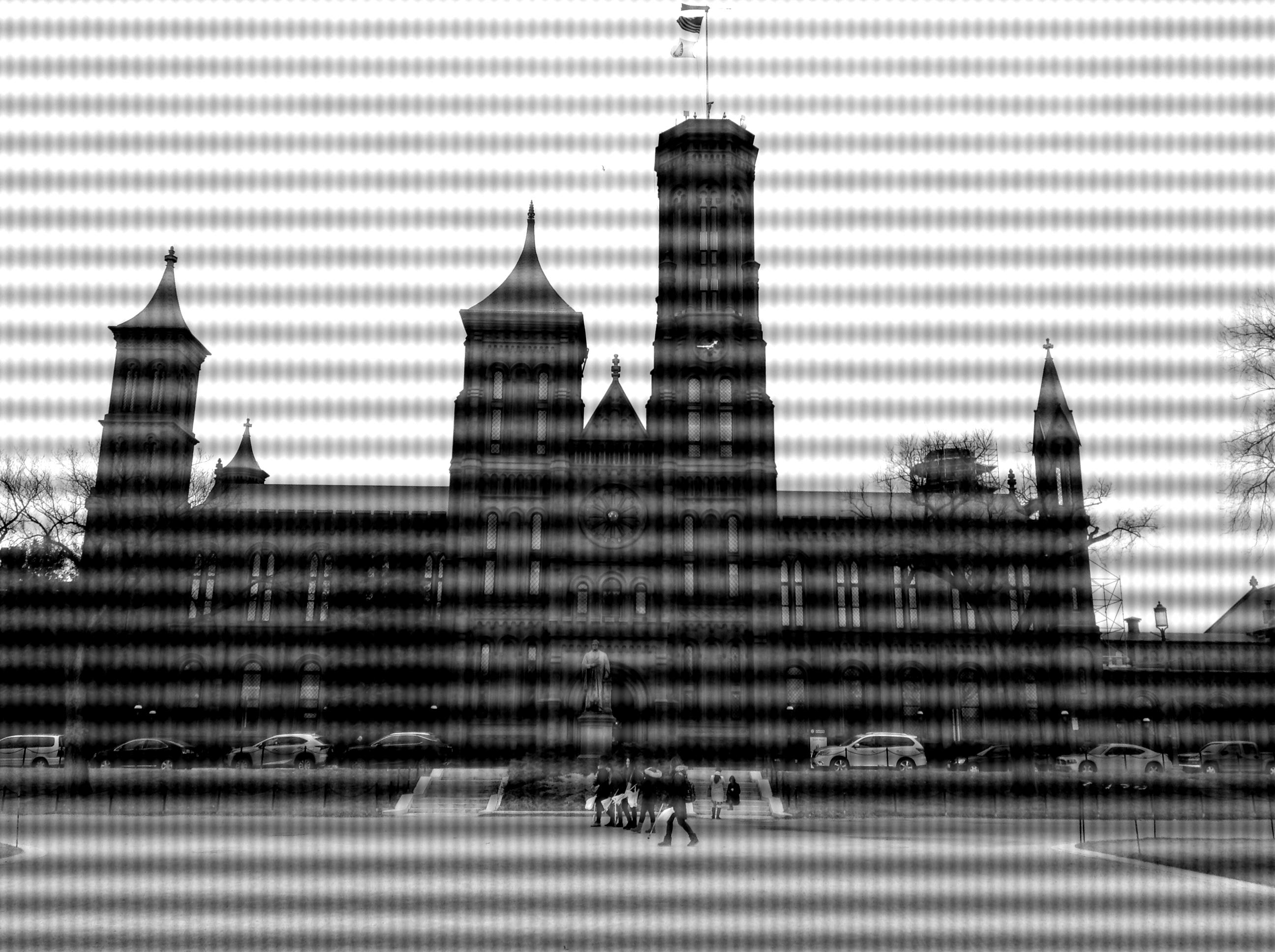
Esempio di rumore periodico

Una fonte comune di rumore periodico in un'immagine è l'interferenza elettrica o elettromeccanica durante il processo di acquisizione dell'immagine. Un'immagine affetta da disturbo periodico presenta un motivo ripetuto sopra di essa. Utilizzando il filtro nel dominio della frequenza si può ridurre al minimo questo tipo di rumore.

## Fattori che influenzano il rumore
Possono esserci diversi fattori che influenzano il rumore, a volte anche due o più fattori contemporaneamente:
- Dimensione dei pixel. Più grande è il pixel, più fotoni lo raggiungono e quindi migliore è il rapporto segnale-rumore (SNR) per una data esposizione.

Rapporto tra dimensione pixel e pixel mixati

- Tecnologia e produzione dei sensori. Per una data dimensione di pixel, i sensori retroilluminati (BSI) hanno caratteristiche di rumore e SNR superiori. Sensore di una macchina fotografica

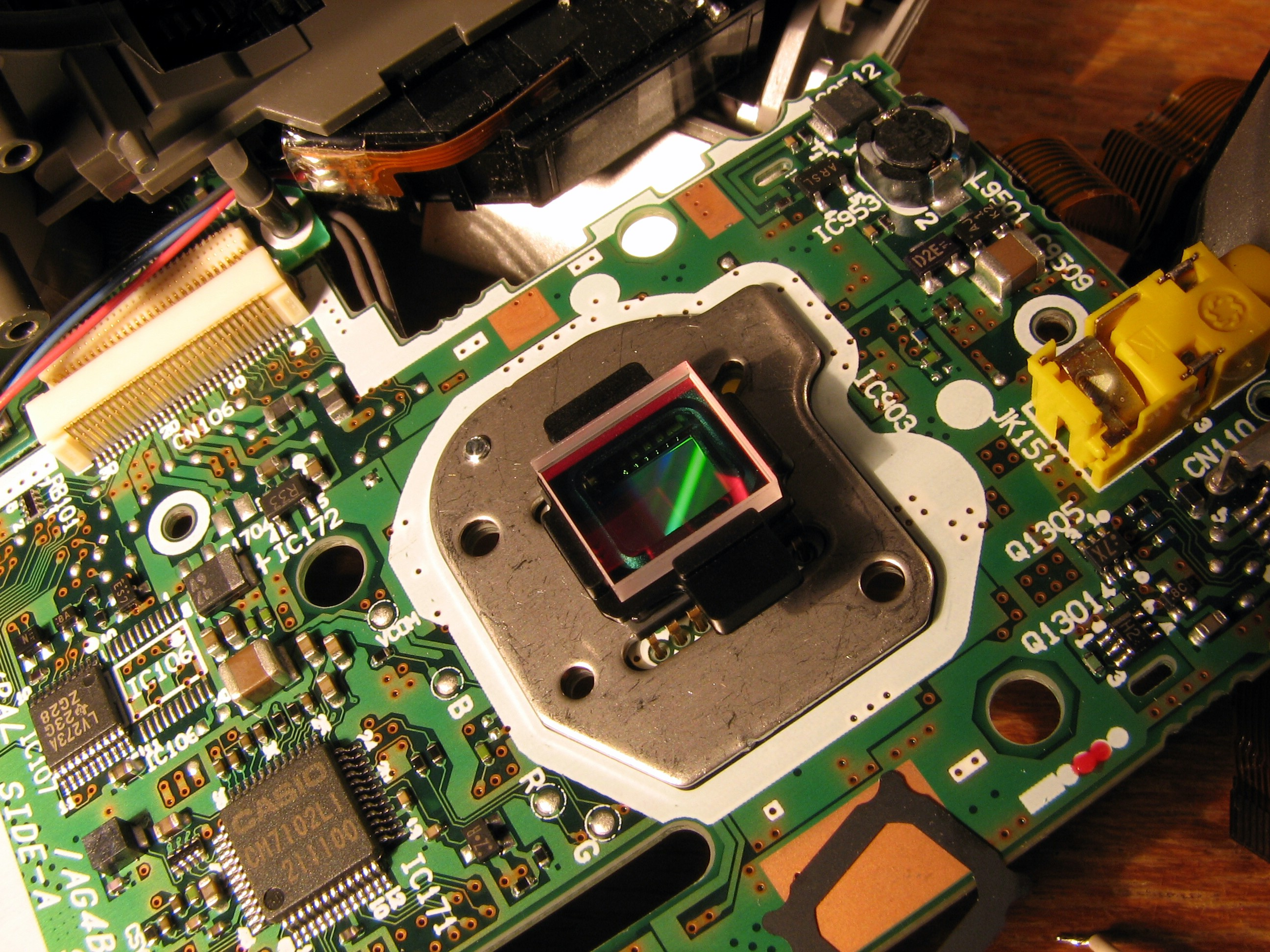
Sensore di una macchina fotografica

- Impostazione della velocità ISO (indice di esposizione). Le fotocamere digitali controllano la velocità ISO amplificando il segnale (insieme al rumore) all'uscita dei pixel. Maggiore è la velocità ISO, minore è l'esposizione (meno fotoni raggiungono il sensore) e quindi peggiore è il SNR.

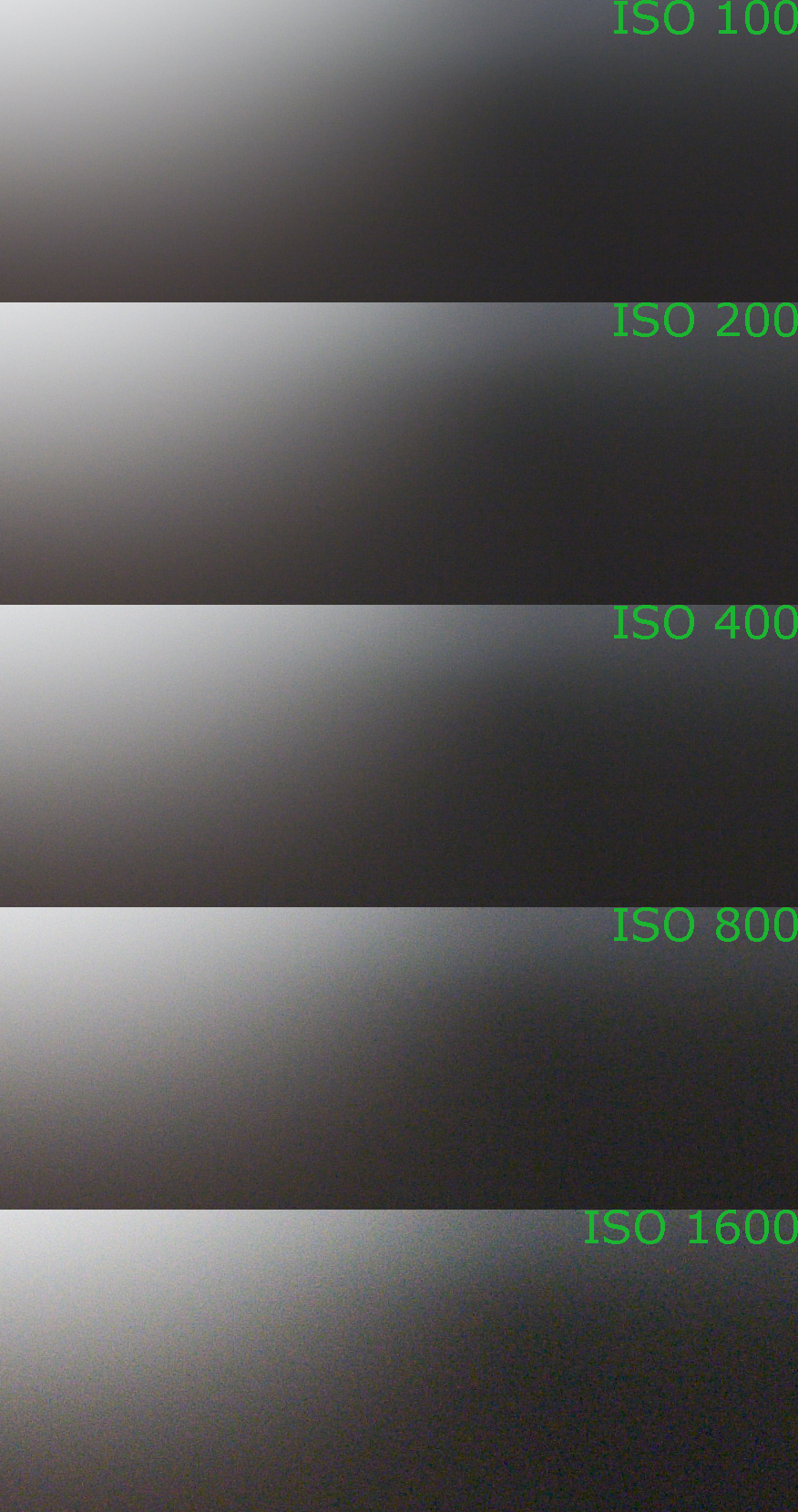
Differenti velocità ISO

- Tempo di esposizione. Le esposizioni lunghe con luce fioca tendono ad essere più rumorose delle esposizioni brevi con luce intensa, cioè la reciprocità non funziona perfettamente per il rumore.

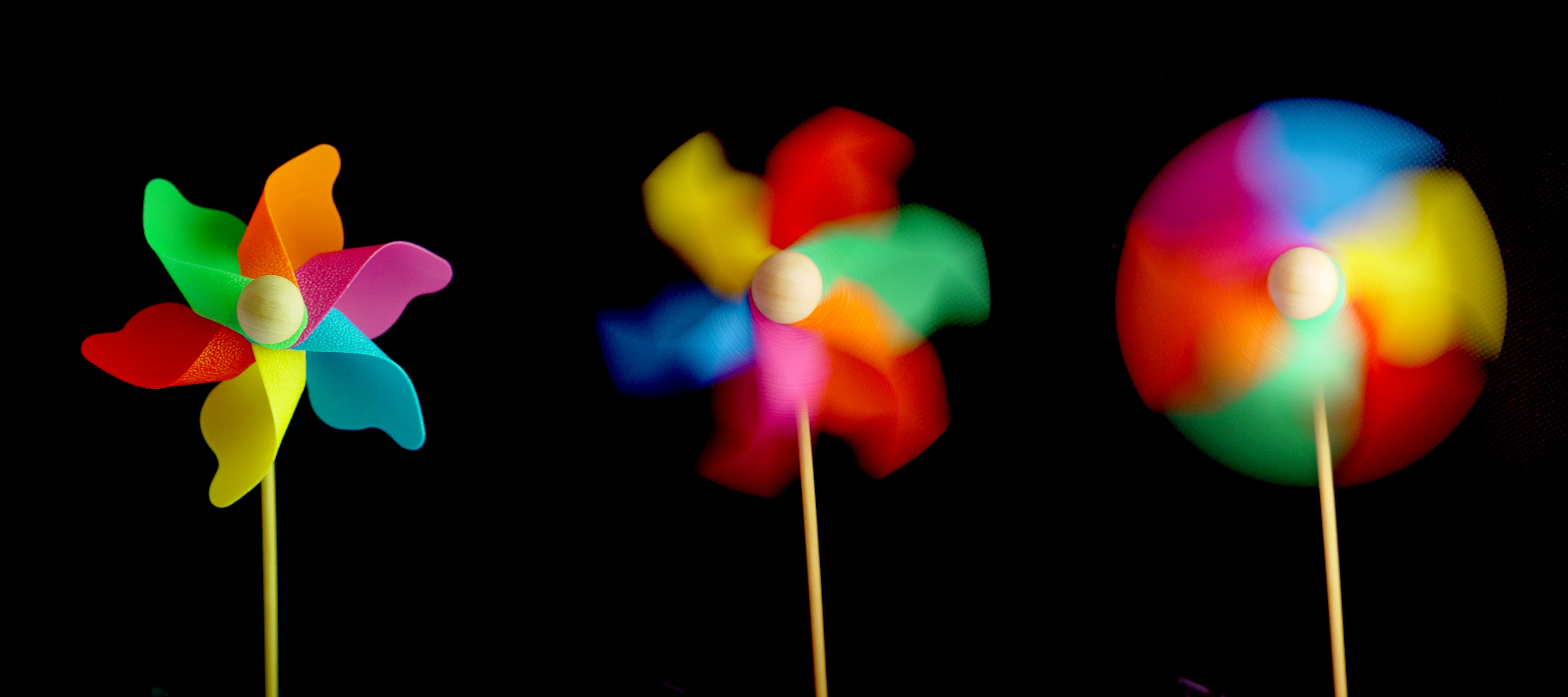
Effetto delle diverse velocità dell'otturatore sullo stesso soggetto

- Elaborazione digitale. Quando un'immagine viene convertita in JPEG a 8 bit (colore a 24 bit), il rumore aumenta leggermente. L'aumento del rumore può essere peggiore se è necessaria un'ampia manipolazione dell'immagine (schermatura e bruciatura). Quindi è spesso consigliato convertire in file a 16 bit (a colori a 48 bit).

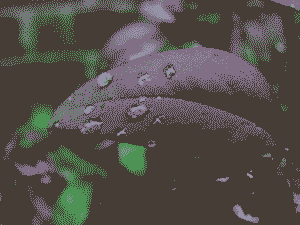
Immagine a 2 bit. La scarsa qualità di essa genera del rumore.

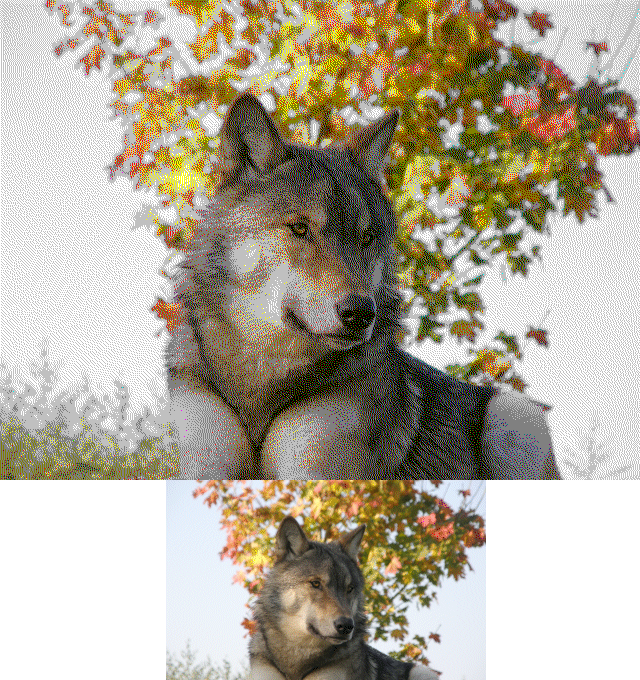
Immagini progressive a 16 colori (in alto) e 256 colori (in basso) da una scheda VGA degli anni '80. Il dithering viene utilizzato per superare i limiti di colore.

- Conversione dei file RAW. I convertitori RAW interni alla fotocamera, utilizzati per creare file JPEG, di solito applicano la riduzione del rumore (filtro passa basso) in aree uniformi e nitidezza vicino ai bordi. Ciò influisce sulle misurazioni del rumore, rendendo difficile la misurazione delle reali prestazioni del sensore.

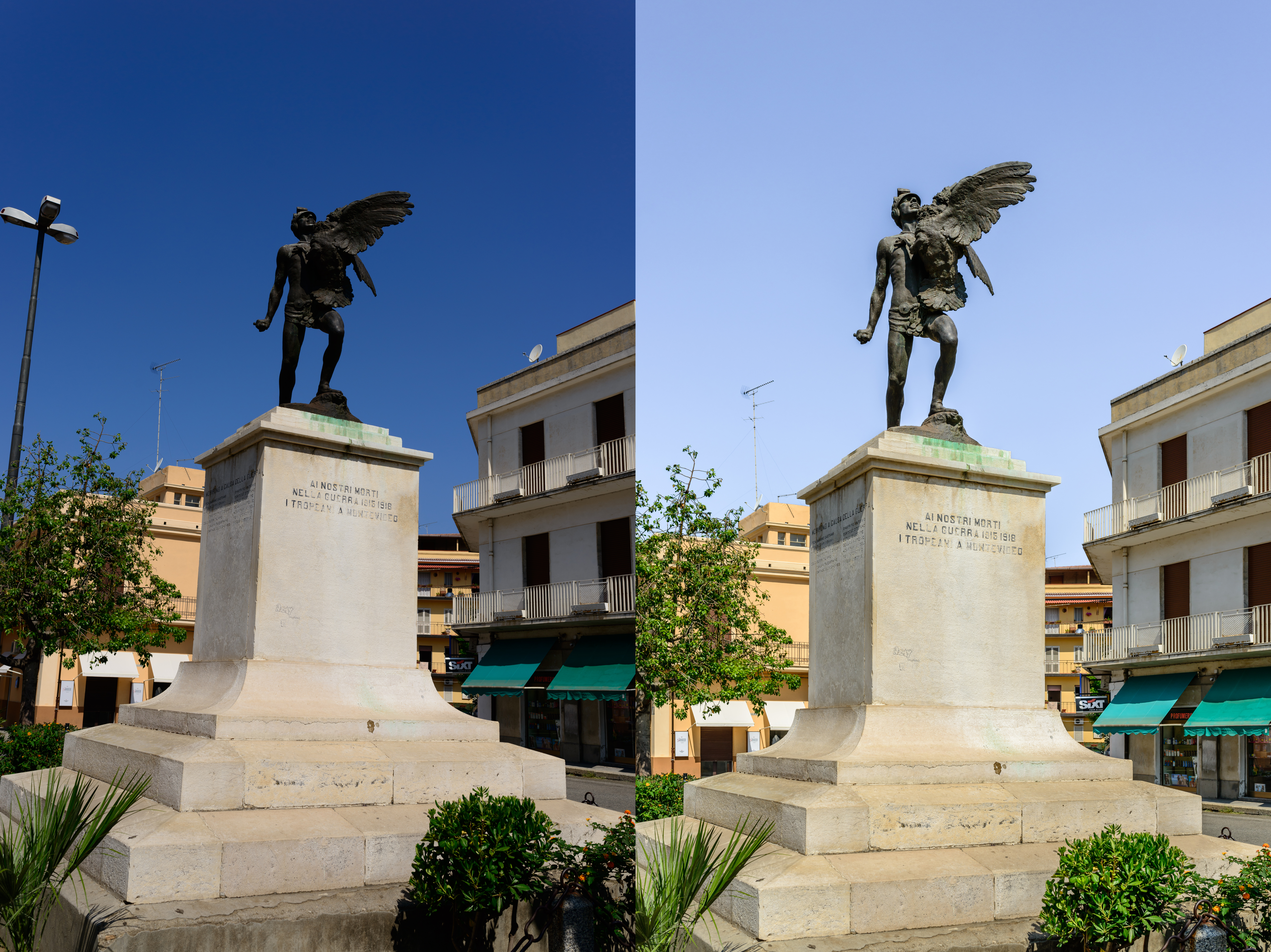
File RAW prima e dopo lo sviluppo digitale in Lightroom 5